# Hjarnidaudi
Hjarnidaudi (pseudo-altnordisch: Hirntod) ist eine 2005 gegründete Drone- und Funeral-Doom-Band.

## Geschichte
Hjarnidaudi wurde von Vidar Ermesjø als Folgeprojekt zu seinem von 2002 bis 2005 betriebenem Drone-Doom-Projekt Hildolf gegründet. Mit Hjarnidaudi debütierte er mit dem Album Pain:Noise:March 2006 über Paradigms Recordings. Das zuerst instrumentale Album wurde 2008 als Niklas Kvarforth Presents: Hjarnidaudi mit dem ergänzten Gesang von Niklas Kvarforth von Shining, Skitliv und Den Saakaldte erneut veröffentlicht. Die überarbeitete Version erschien über Avantgarde Music und erlangte eine breite Popularität wurde jedoch als eher durchschnittlich beurteilt. Andreas Stappert lobte in einer für das Rock Hard verfassten Besprechung, dass die Vorgehensweise, ein „interessanter Ansatz“ sei. Derweil bemängelte er, „dass Kvarforths Wimmern, Schreien, Singen und Knurren nicht immer wirklich zu den monolithisch klaren Strukturen der drei überlangen, im experimentellen Funeral-Doom angesiedelten Songs“ passe. Auch das für das Webzine Metal.de verfasste Urteil sah das Album als „Release Für Liebhaber“. Ein Jahr nach dieser Veröffentlichung erschien mit PsykoStareVoid ein weiteres Album. Dies über Musicfearsatan veröffentlichte Album erfuhr gegenüber dem Vorgänger deutlich weniger Aufmerksamkeit, wurde jedoch als gute Veröffentlichung im Genre gelobt.

## Stil
Die Musik von Hjarnidaudi gilt als schwere und experimentelle Mischung aus Drone- und Funeral-Doom „mit kraftvollen und lauten Akkorden.“ Die prägnante sehr dunkel und melodisch gespielte Leadgitarre würde um ein schweres und monotones Riffing und Dark-Ambient-Klanglandschaften ergänzt. Die so erzeugte Atmosphäre wird als „[a]bartig, zähflüssig, fies, extrem langsam und hypnotisch-monoton“ kategorisiert. Ähnlich sei die Musik jener von Esoteric und Uncertainty Principle.

## Diskografie
- 2006: Pain:Noise:March (Album, Paradigms Recordings)
- 2008: Niklas Kvarforth Presents: Hjarnidaudi (Album, Avantgarde Music)
- 2009: PsykoStareVoid (Album, Musicfearsatan)